# Dusze
Dusze [ˈduʂɛ] est un village polonais de la gmina de Radziłów dans le powiat de Grajewo et dans la voïvodie de Podlachie.